# Sunrise/Sunset ～LOVE is ALL～
《Sunrise/Sunset ～LOVE is ALL～》（日出／日落 ～LOVE is ALL～）為日本歌手濱崎步發行的第46張單曲，2009年8月12日於日本發售。
该单曲发行首周以7.5万张的销量位居日本公信榜榜首。这也是滨崎步自2002年4月推出单曲《Free & Easy》（中文译名《自由自在》）以来，已经连续20张作品在当周单曲排行榜上初登场就拿下冠军。这是女性艺人的最高纪录，这次夺得冠军宝座也在为滨崎步不断刷新个人记录。不但成功达成“单曲21连冠”，总共33张冠军单曲的纪录，更成为日本歌坛首位拥有高达44张单曲荣登公信榜前十的艺人。这项纪录让滨崎步成功把本来和她一起因为43张单曲打入前十，并列第一记录的南天群星、SMAP、ZARD、B'z抛在了身后。

## 說明
本作繼《Days/GREEN》之後，已經是第三張的雙A面單曲了。《Sunrise 〜LOVE is ALL〜》作為「Dandy・Daddy ～戀愛小說家・伊崎龍之介～」主題曲，是濱崎步從2003年的TBS連續劇「高原へいらっしゃい」主題曲《forgiveness》以來，約6年之後再次作為連續劇主題曲。此單曲最大一個特點在於兩首主打《Sunrise 〜LOVE is ALL〜》和《Sunset 〜LOVE is ALL〜》用的是相同的旋律。前者為陽光歡快節奏的編曲，後者乃是抒情柔和節奏的編曲。

## 收錄歌曲
全曲作詞：濱崎步

### CD
1. Sunrise 〜LOVE is ALL〜 (Original mix)
作曲：西村華／編曲：CMJK
朝日電視台週四連續劇「Dandy・Daddy?～戀愛小說家・伊崎龍之介～」主題曲
NTT「MUSICO」電視廣告歌曲
2. Sunset 〜LOVE is ALL〜 (Original mix)
作曲：西村華／編曲：中野雄太
Panasonic數位相機LUMIX FX60 電視廣告歌曲
MTI「music.jp」廣告歌曲
3. "fairyland-glitter-BLUE BIRD-Greatful days-July 1st" Mega-Mash-Up-Mix
4. Sunrise 〜LOVE is ALL〜 (Original mix -Instrumental-)
5. Sunset 〜LOVE is ALL〜 (Original mix -Instrumental-)

### DVD
1. Sunrise 〜LOVE is ALL〜 (video clip)
2. Sunset 〜LOVE is ALL〜 (video clip)
3. Sunrise 〜LOVE is ALL〜 (making clip)